# Maison de la Tête d'Or (Termonde)
Pour les articles homonymes, voir Tête d'or.
La « Maison de la Tête d'Or » (Het Gulden Hoofd en ancien néerlandais) est une maison de style baroque située sur la Grand-Place de Termonde, dans la province de Flandre-Orientale en Belgique.

## Localisation
La Maison de la Tête d'Or se situe à l'ouest de la Grand-Place de Termonde (Grote Markt), et plus précisément au no 20.
Elle se dresse face à la Halle aux viandes de Termonde et à l'hôtel de ville de Termonde, près d'autres maisons anciennes comme la Maison du Pélican (De Pelikaan, de style baroque, au no 30), la Maison Navicula (de style traditionnel, au no 22) et la Maison du Cygne (De Zwane, de style néo-baroque, au no 24).

## Historique
À l'origine, cette maison était une tannerie.
Dès 1375, "La Tête d'Or" est qualifiée de taverne et d'auberge.
Le bâtiment est transformé en 1611 et se voit doté de l'actuelle façade à pignon baroque, avec un passage vers la rue de la Tête d'Or (Guldenhoofdstraat), une ruelle pavée qui part de la Grand-Place en direction de l'ouest,.
Ce passage existait déjà auparavant comme passage privé mais la Ville achète le bâtiment en 1611 d'Adam Mesterton pour faire de ce passage une ruelle ouverte au public.
Dans cette auberge, les 28 et 29 août 1782, les fortifications de Termonde sont mises en vente publique sur ordre de l'empereur Joseph II car, à la fin du XVIIIe siècle, elles ne répondaient plus aux exigences en matière de fortifications militaires. Dès l'année suivante, les quatre portes de la cité médiévale disparaissent et il ne reste plus grand-chose des anciennes fortifications.
À la fin du XIXe siècle, la maison est connue sous le nom de "Hôtel de la Tête D'Or Café" et dotée d'une façade enduite.
À l'heure actuelle, son rez-de-chaussée abrite un restaurant et un bar.

## Classement
La « Maison de la Tête d'Or » fait l'objet d'un classement au titre des monuments historiques depuis le 7 juin 1996 et figure à l'inventaire du patrimoine immobilier de la Région flamande sous la référence 49014.

## Architecture
La « Maison de la Tête d'Or » possède une façade en briques rouges avec des bandeaux de pierre de grès comportant cinq travées et trois niveaux.
Le rez-de-chaussée est percé, à gauche, d'une porte et de deux fenêtres rectangulaires et, à droite, d'une porte (Jorispoort) surmontée d'un arc en anse de panier, qui donne accès à la ruelle pavée appelée rue de la Tête d'Or (Guldenhoofdstraat). Ce rez-de-chaussée abrite un restaurant donnant sur la Grand-Place, le Barleys, et un bar appelé Den Irish, situé dans la ruelle. Curieusement, à droite de la Jorispoort, une porte à encadrement de pierre bleue sert de porte d'entrée à la maison voisine, la Maison Navicula qui occupe les no 21-22.
Le premier étage est percé de cinq grandes fenêtres à croisée de bois dont les allèges de briques sont traversées par les bandeaux de grès.
Le pignon baroque, séparé du premier étage par un cordon de pierre en saillie, est composé de deux registres.
Le registre inférieur est orné de six panneaux de briques encadrés de pierre de taille. La partie centrale de ce registre est percée d'une grande fenêtre à croisée de bois surmontée d'une imposte cintrée.
Un puissant entablement, qui épouse le profil de l'imposte cintrée, sépare le registre inférieur du pignon du registre supérieur, qui est composé d'un oculus et de deux panneaux de briques encadrés de pierre de taille.

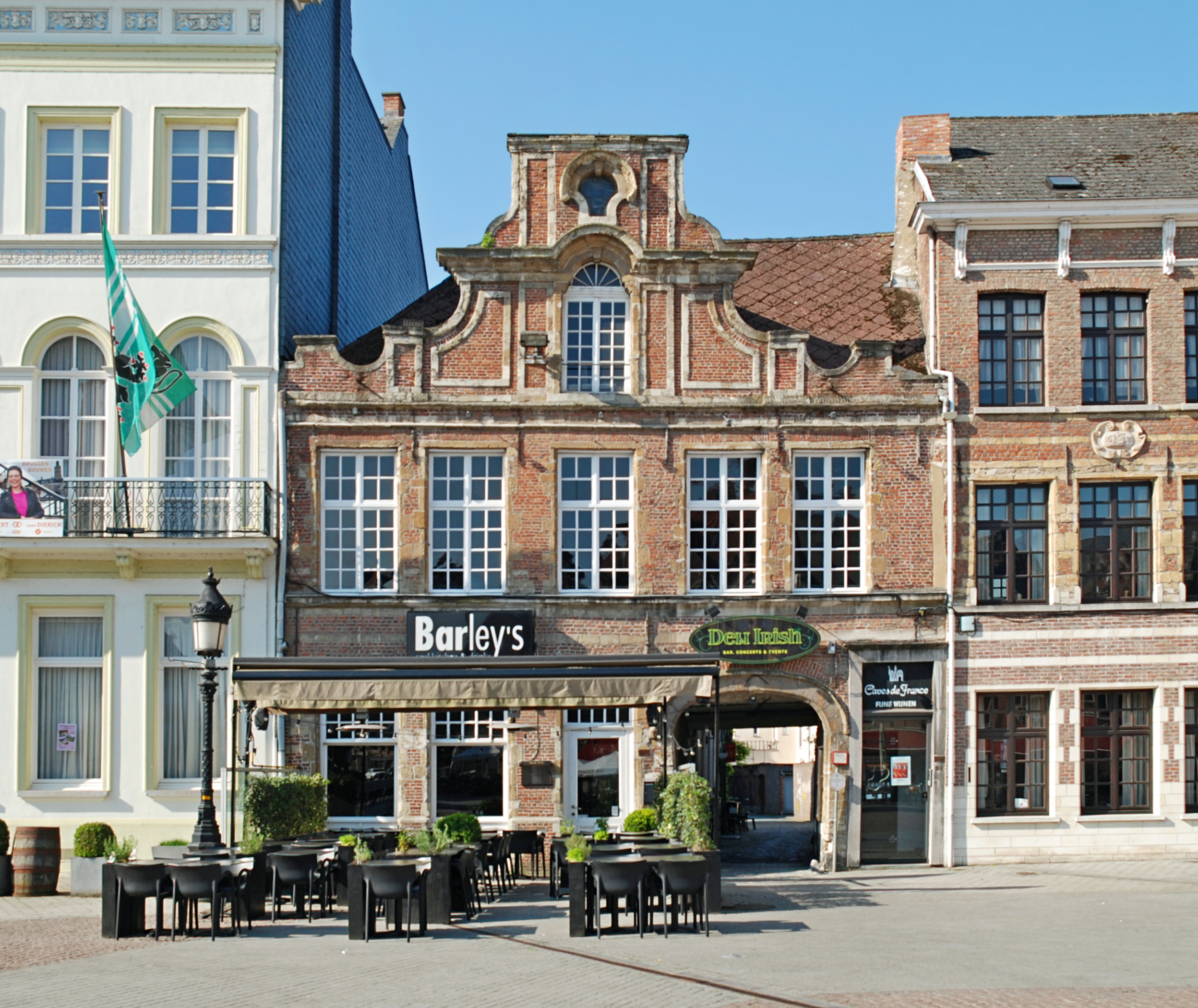
La façade.
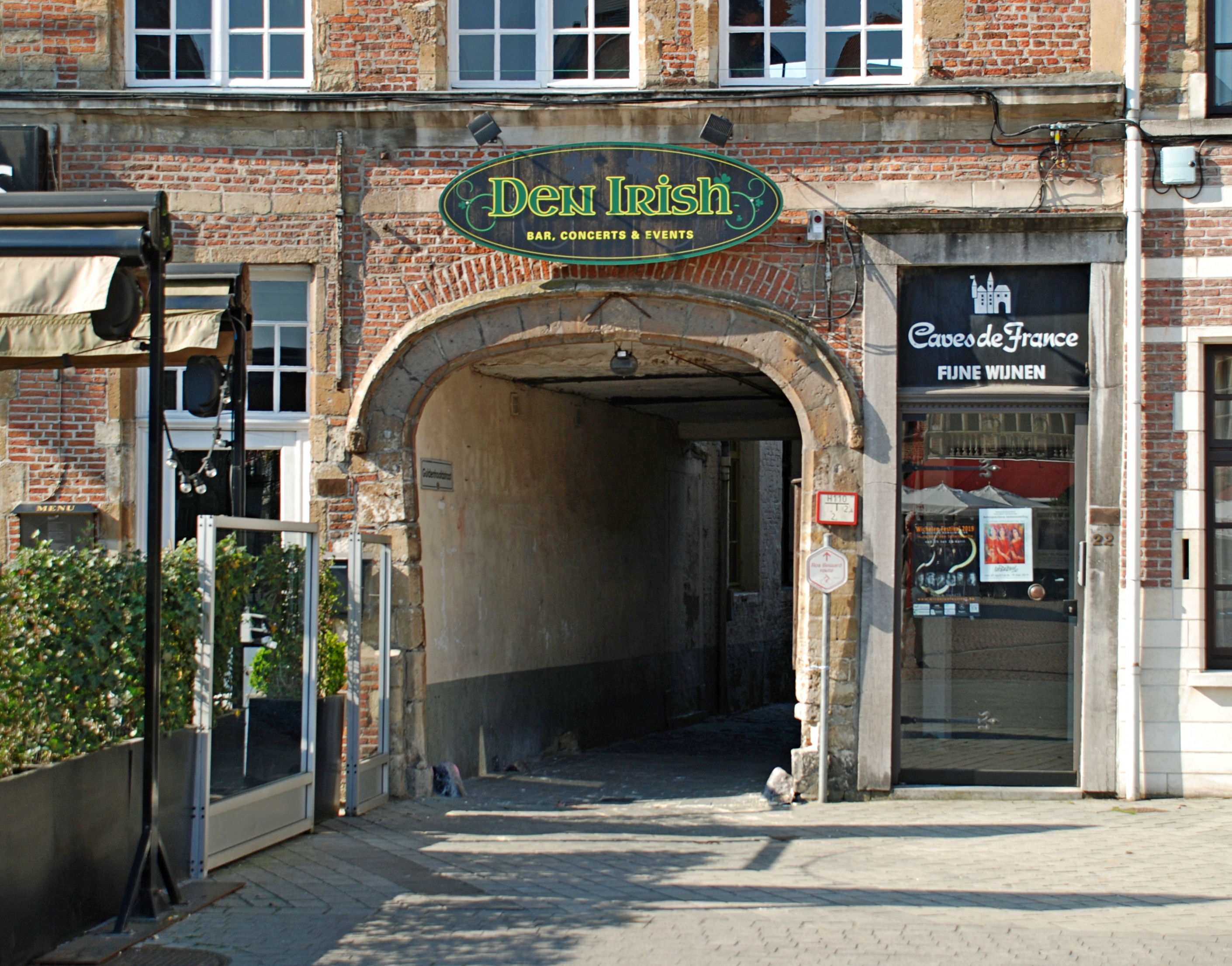
Le passage vers la ruelle (Jorispoort).
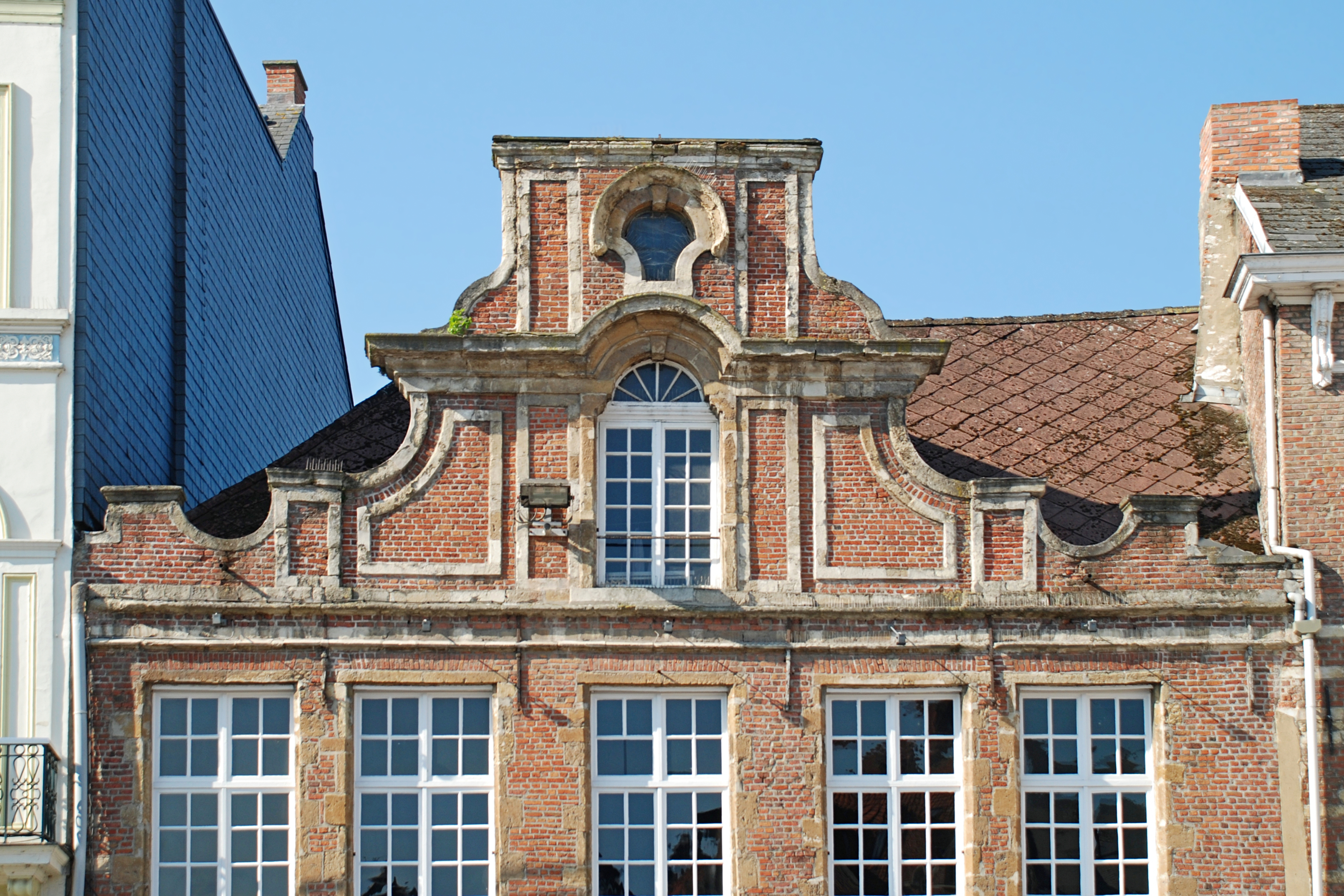
Le pignon.
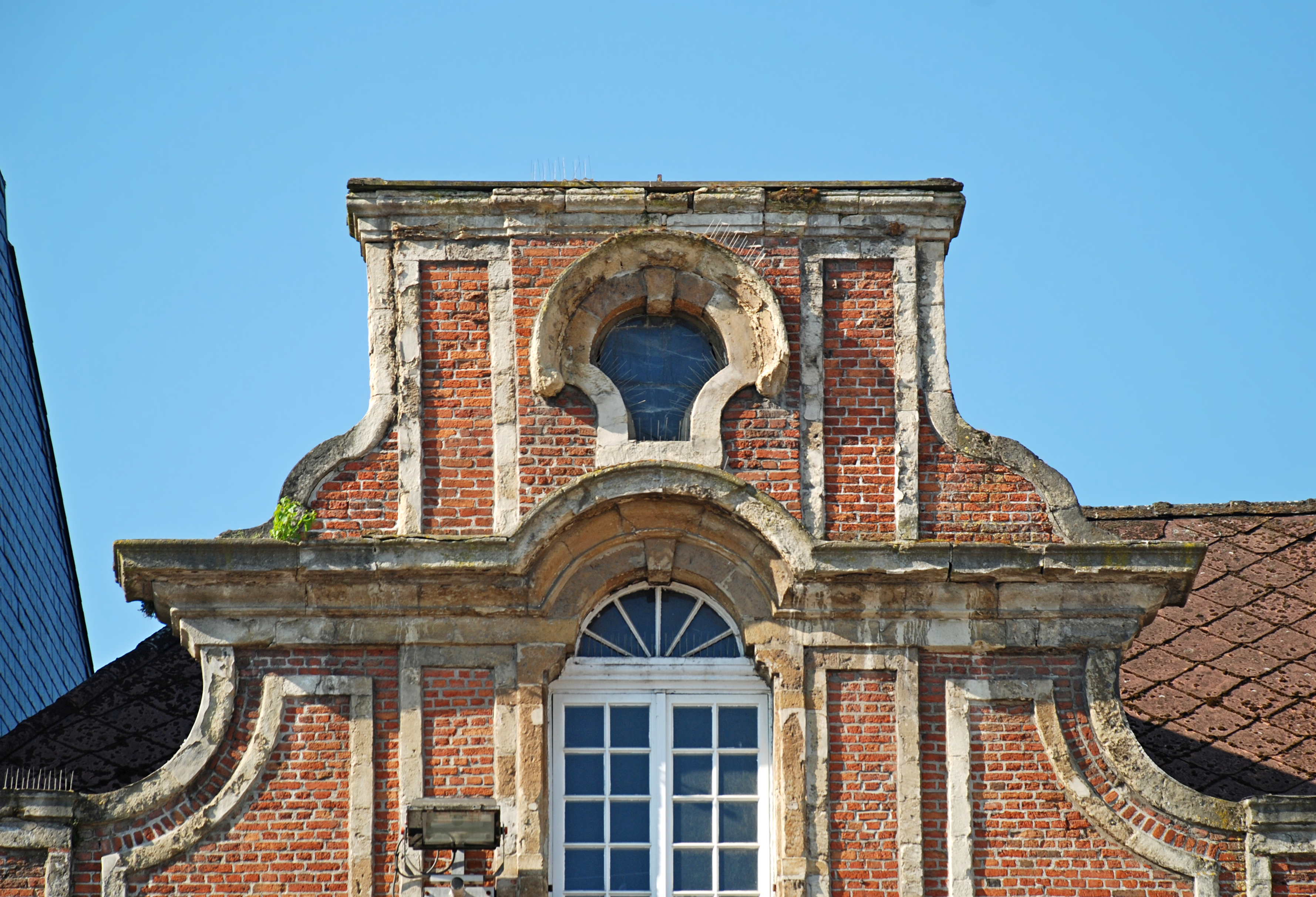
Le registre supérieur du pignon.